# Дюна (мини-сериал)
«Дю́на» (англ. Frank Herbert's Dune — «Дюна Фрэнка Герберта») — трёхсерийный фантастический мини-сериал, снятый режиссёром и сценаристом Джоном Харрисоном по одноимённому роману Фрэнка Герберта. Впервые показан на телеканале Sci Fi Channel в 2000 году. Имеет продолжение «Дети Дюны» (2003).

## Сюжет
В сериал включено несколько сцен, отсутствовавших в книге. В частности, была увеличена роль принцессы Ирулан. Некоторые из дополнительных сцен доступны только в DVD-версии.
В далеком будущем существование галактической империи зависит от вещества, называемого пряность (англ. Spice — специя), которое добывается на планете Арракис, также известной как Дюна. Император Коррино отобрал планету у жестоких представителей дома Харконнен и передал её под управление более мирного дома Атрейдес. Это приводит к усилению давней вражды между домами: люди Харконненов совершают несколько покушений на лидеров Атрейдесов и в конце концов уничтожают дом противника. Выживают лишь наложница герцога Джессика и её сын Пол.
Оставшиеся Атрейдесы присоединяются к фременам («свободным») — аборигенам пустыни. Бедуины признают в Поле мессию, предсказанного в пророчестве как Муад’диб. Среди фременов он находит свою любовь — девушку по имени Чани. Тем временем Харконнены не без помощи Императора и Космической Гильдии захватывают власть на планете и начинают вытеснять фременов с их земель.
Пол Муад’Диб во главе народа пустыни свергает тиранию, объявляет Императора низложенным, а себя — новым императором вселенной со столицей на Арракисе. Для закрепления своих прав он вынужден пойти на династический брак с дочерью прежнего императора принцессой Ирулан.

## В ролях
- Алек Ньюман — Пол Атрейдес / Муад’Диб
- Саския Ривз — леди Джессика
- Уильям Хёрт — герцог Лето Атрейдес
- Пи Эйч Мориарти — Гурни Халлек
- Иэн Макнис — барон Владимир Харконнен
- Джули Кокс — Принцесса Ирулан Коррино-Атрейдес
- Джеймс Уотсон — Дункан Айдахо
- Мэтт Кислар — Фейд-Раута Харконнен
- Ласло Киш — Глоссу Раббан
- Джанкарло Джаннини — Падишах-Император Шаддам IV Коррино
- Барбора Кодетова — Чани
- Увэ Оксенкнехт — Стилгар
- Роберт Рассел — Доктор Веллингтон Юэ
- Лора Бартон — Алия Атрейдес
- Ян Унгер — ментат Питер де Вриз
- Мирослав Таборски — граф Хасимир Фенринг
- Карел Добрый — планетарный эколог доктор Пардот Кайнс[2]
- Зузана Гейслерова — Преподобная Мать Гайюс Хелен Мохайем

## Отзывы
Критики встретили мини-сериал в целом положительно. Отмечалась близость сюжета к книге, соответствие первоисточнику. Положительной оценки удостоилась игра Иэна Макниса в роли барона Харконнена. Вместе с тем, критики отмечали малобюджетность постановки, визуальную слабость картины.

## Награды и номинации

### Награды
- 2001 — «Эмми» — Лучшие спецэффекты в мини-сериале, фильме или специальном выпуске телепередачи (за работу в 1-й серии)
- 2001 — «Эмми» — Лучшая работа оператора в мини-сериале, фильме или специальном выпуске телепередачи — Витторио Стораро (за работу в 2-й серии)

### Номинации
- 2001 — «Эмми» — Лучшая работа звукорежиссёра в мини-сериале, фильме или специальном выпуске телепередачи (за работу в 3 серии)
- 2001 — «Сатурн» — Лучшая телепостановка в одном жанре